# Sports Car Classic 2018
Navigation
Édition précédente Édition suivante
Le Sports Car Classic 2018 (officiellement appelé le 2018 Chevrolet Détroit Grand Prix) a été une course de voitures de sport organisée sur le Circuit de Belle Isle au Michigan, aux États-Unis, qui s'est déroulée le 2 juin 2018 dans le cadre du Grand Prix automobile de Détroit. Il s'agissait de la cinquième manche du championnat WeatherTech SportsCar Championship 2018 et les voitures de catégories Prototype (P) et Grand Tourisme Daytona (GTD) ont participé à la course.

## Circuit

Circuit de Belle Isle

Le circuit de Belle Isle (The Raceway on Belle Isle en anglais) est un circuit automobile temporaire qui emprunte les allées du parc de Belle Isle à Détroit, Michigan, États-Unis, et qui accueille tous les ans (ou presque) le Grand Prix automobile de Detroit.

## Course

### Classement de la course
- Les vainqueurs de chaque catégorie sont signalés par un fond jauni.
- Pour la colonne Pneus, il faut passer le curseur au-dessus du modèle pour connaître le manufacturier de pneumatiques.

| Pos | Classe | no | Écurie                                 | Pilotes                                  | Châssis                        | Pneus | Tours | Temps               |
| Pos | Classe | no | Écurie                                 | Pilotes                                  | Moteur                         | Pneus | Tours | Temps               |
| --- | ------ | -- | -------------------------------------- | ---------------------------------------- | ------------------------------ | ----- | ----- | ------------------- |
| 1   | P      | 31 | Whelen Engineering Racing              | Eric Curran Felipe Nasr                  | Cadillac DPi-V.R               | C     | 68    | 1 h 40 min 14 s 245 |
| 1   | P      | 31 | Whelen Engineering Racing              | Eric Curran Felipe Nasr                  | Cadillac 5,5 l V8 Atmo         | C     | 68    | 1 h 40 min 14 s 245 |
| 2   | P      | 7  | Acura Team Penske                      | Hélio Castroneves Ricky Taylor           | Acura ARX-05                   | C     | 68    | + 1 s 016           |
| 2   | P      | 7  | Acura Team Penske                      | Hélio Castroneves Ricky Taylor           | Acura AR35TT 3,5 l V6 Turbo    | C     | 68    | + 1 s 016           |
| 3   | P      | 6  | Acura Team Penske                      | Dane Cameron Juan Pablo Montoya          | Acura ARX-05                   | C     | 68    | + 14 s 127          |
| 3   | P      | 6  | Acura Team Penske                      | Dane Cameron Juan Pablo Montoya          | Acura AR35TT 3,5 l V6 Turbo    | C     | 68    | + 14 s 127          |
| 4   | P      | 2  | Tequila Patrón ESM                     | Ryan Dalziel Scott Sharp                 | Nissan Onroak DPi              | C     | 68    | + 45 s 698          |
| 4   | P      | 2  | Tequila Patrón ESM                     | Ryan Dalziel Scott Sharp                 | Nissan VR38DETT 3,8 l V6 Turbo | C     | 68    | + 45 s 698          |
| 5   | P      | 10 | Konica Minolta Cadillac DPi-V.R        | Jordan Taylor Renger van der Zande       | Cadillac DPi-V.R               | C     | 68    | + 49 s 570          |
| 5   | P      | 10 | Konica Minolta Cadillac DPi-V.R        | Jordan Taylor Renger van der Zande       | Cadillac 5,5 l V8 Atmo         | C     | 68    | + 49 s 570          |
| 6   | P      | 5  | Mustang Sampling Racing                | Filipe Albuquerque João Barbosa          | Cadillac DPi-V.R               | C     | 68    | + 50 s 664          |
| 6   | P      | 5  | Mustang Sampling Racing                | Filipe Albuquerque João Barbosa          | Cadillac 5,5 l V8 Atmo         | C     | 68    | + 50 s 664          |
| 7   | P      | 22 | Tequila Patrón ESM                     | Pipo Derani Johannes van Overbeek        | Nissan Onroak DPi              | C     | 68    | + 59 s 526          |
| 7   | P      | 22 | Tequila Patrón ESM                     | Pipo Derani Johannes van Overbeek        | Nissan VR38DETT 3,8 l V6 Turbo | C     | 68    | + 59 s 526          |
| 8   | P      | 52 | AFS/PR1 Mathiasen Motorsports          | Sebastián Saavedra Gustavo Yacamán       | Ligier JS P217                 | C     | 68    | + 1 min 16 s 531    |
| 8   | P      | 52 | AFS/PR1 Mathiasen Motorsports          | Sebastián Saavedra Gustavo Yacamán       | Gibson GK428 4,2 l V8 Atmo     | C     | 68    | + 1 min 16 s 531    |
| 9   | P      | 77 | Mazda Team Joest                       | Oliver Jarvis Tristan Nunez              | Mazda RT24-P                   | C     | 67    | + 1 tour            |
| 9   | P      | 77 | Mazda Team Joest                       | Oliver Jarvis Tristan Nunez              | Mazda MZ-2.0T 2,0 l I4 Turbo   | C     | 67    | + 1 tour            |
| 10  | P      | 85 | JDC Miller Motorsports                 | Robert Alon Simon Trummer                | Oreca 07                       | C     | 67    | + 1 tour            |
| 10  | P      | 85 | JDC Miller Motorsports                 | Robert Alon Simon Trummer                | Gibson GK428 4,2 l V8 Atmo     | C     | 67    | + 1 tour            |
| 11  | P      | 99 | JDC Miller Motorsports                 | Mikhail Goikhberg Stephen Simpson        | Oreca 07                       | C     | 67    | + 1 tour            |
| 11  | P      | 99 | JDC Miller Motorsports                 | Mikhail Goikhberg Stephen Simpson        | Gibson GK428 4,2 l V8 Atmo     | C     | 67    | + 1 tour            |
| 12  | P      | 54 | CORE Autosport                         | Jon Bennett Colin Braun                  | Oreca 07                       | C     | 66    | + 2 tours           |
| 12  | P      | 54 | CORE Autosport                         | Jon Bennett Colin Braun                  | Gibson GK428 4,2 l V8 Atmo     | C     | 66    | + 2 tours           |
| 13  | GTD    | 86 | Meyer Shank Racing avec Curb Agajanian | Katherine Legge Mario Farnbacher         | Acura NSX GT3                  | C     | 65    | + 3 tours           |
| 13  | GTD    | 86 | Meyer Shank Racing avec Curb Agajanian | Katherine Legge Mario Farnbacher         | Acura 3.5 L V6 Turbo           | C     | 65    | + 3 tours           |
| 14  | GTD    | 93 | Meyer Shank Racing avec Curb Agajanian | Lawson Aschenbach Justin Marks           | Acura NSX GT3                  | C     | 65    | + 3 tours           |
| 14  | GTD    | 93 | Meyer Shank Racing avec Curb Agajanian | Lawson Aschenbach Justin Marks           | Acura 3.5 L V6 Turbo           | C     | 65    | + 3 tours           |
| 15  | GTD    | 48 | Paul Miller Racing                     | Bryan Sellers Madison Snow               | Lamborghini Huracán GT3        | C     | 64    | + 4 tours           |
| 15  | GTD    | 48 | Paul Miller Racing                     | Bryan Sellers Madison Snow               | Lamborghini 5.2 L V10          | C     | 64    | + 4 tours           |
| 16  | GTD    | 33 | Mercedes-AMG Team Riley Motorsports    | Jeroen Bleekemolen Ben Keating           | Mercedes-AMG GT3               | C     | 64    | + 4 tours           |
| 16  | GTD    | 33 | Mercedes-AMG Team Riley Motorsports    | Jeroen Bleekemolen Ben Keating           | Mercedes-AMG M159 6.2 L V8     | C     | 64    | + 4 tours           |
| 17  | GTD    | 63 | Scuderia Corsa                         | Cooper MacNeil Jeff Segal                | Ferrari 488 GT3                | C     | 64    | + 4 tours           |
| 17  | GTD    | 63 | Scuderia Corsa                         | Cooper MacNeil Jeff Segal                | Ferrari F154CB 3.9 L V8 Turbo  | C     | 64    | + 4 tours           |
| 18  | GTD    | 14 | 3GT Racing                             | Dominik Baumann Kyle Marcelli            | Lexus RC F GT3                 | C     | 64    | + 4 tours           |
| 18  | GTD    | 14 | 3GT Racing                             | Dominik Baumann Kyle Marcelli            | Lexus 5.0 L V8                 | C     | 64    | + 4 tours           |
| 19  | GTD    | 96 | Turner Motorsport                      | Bill Auberlen Robby Foley                | BMW M6 GT3                     | C     | 64    | + 4 tours           |
| 19  | GTD    | 96 | Turner Motorsport                      | Bill Auberlen Robby Foley                | BMW 4.4 L V8 Turbo             | C     | 64    | + 4 tours           |
| 20  | GTD    | 75 | SunEnergy1 Racing                      | Kenny Habul Bernd Schneider              | Mercedes-AMG GT3               | C     | 64    | + 4 tours           |
| 20  | GTD    | 75 | SunEnergy1 Racing                      | Kenny Habul Bernd Schneider              | Mercedes-AMG M159 6.2 L V8     | C     | 64    | + 4 tours           |
| 21  | GTD    | 16 | Wright Motorsports                     | Michael Schein Wolf Henzler              | Porsche 911 GT3 R              | C     | 64    | + 4 tours           |
| 21  | GTD    | 16 | Wright Motorsports                     | Michael Schein Wolf Henzler              | Porsche 4.0 L Flat-6           | C     | 64    | + 4 tours           |
| 22  | GTD    | 44 | Magnus Racing                          | Andy Lally John Potter                   | Audi R8 LMS                    | C     | 64    | + 4 tours           |
| 22  | GTD    | 44 | Magnus Racing                          | Andy Lally John Potter                   | Audi 5.2 L V10                 | C     | 64    | + 4 tours           |
| 23  | GTD    | 58 | Wright Motorsports                     | Patrick Long Christina Nielsen           | Porsche 911 GT3 R              | C     | 64    | + 4 tours           |
| 23  | GTD    | 58 | Wright Motorsports                     | Patrick Long Christina Nielsen           | Porsche 4.0 L Flat-6           | C     | 64    | + 4 tours           |
| Abd | P      | 90 | Spirit of Daytona Racing               | Matthew McMurry Tristan Vautier          | Cadillac DPi-V.R               | C     | 35    |                     |
| Abd | P      | 90 | Spirit of Daytona Racing               | Matthew McMurry Tristan Vautier          | Cadillac 5,5 l V8 Atmo         | C     | 35    |                     |
| Abd | GTD    | 15 | 3GT Racing                             | Jack Hawksworth David Heinemeier Hansson | Lexus RC F GT3                 | C     | 10    |                     |
| Abd | GTD    | 15 | 3GT Racing                             | Jack Hawksworth David Heinemeier Hansson | Lexus 5.0 L V8                 | C     | 10    |                     |
| Abd | P      | 55 | Mazda Team Joest                       | Jonathan Bomarito Harry Tincknell        | Mazda RT24-P                   | C     | 6     |                     |
| Abd | P      | 55 | Mazda Team Joest                       | Jonathan Bomarito Harry Tincknell        | Mazda MZ-2.0T 2.0 L I4 Turbo   | C     | 6     |                     |

## Pole position et record du tour
- Pole position :  Pipo Derani (#22 Tequila Patrón ESM) en 1 min 22 s 273
- Meilleur tour en course :  Felipe Nasr (#31 Whelen Engineering Racing) en 1 min 21 s 637 au 42e tour.

## Tours en tête
- no 22 Nissan Onroak DPi - Tequila Patrón ESM : 6 tours (1-2 / 33-36)[2]
- no 6 Acura ARX-05 - Acura Team Penske : 10 tours (3-12)
- no 5 Cadillac DPi-V.R - Mustang Sampling Racing : 20 tours (13-32)
- no 99 Oreca 07 - JDC Miller Motorsports : 2 tours (37-38)
- no 7 Acura ARX-05 - Acura Team Penske : 5 tours (39-43)
- no 31 Cadillac DPi-V.R - Whelen Engineering Racing : 25 tours (44-68)

## À noter
- Longueur du circuit : 3,33 km
- Vitesse maximale enregistrée : 255,030 km/h en course (Acura ARX-05 no 7) et 252,500 km/h en qualification (Oreca 07 no 99)
- Distance parcourue par les vainqueurs : 226,44 km